# Big Lake (Texas)
Big Lake é uma cidade localizada no estado norte-americano de Texas, no Condado de Reagan.

## Demografia
Segundo o censo norte-americano de 2000, a sua população era de 2885 habitantes. 
Em 2006, foi estimada uma população de 2614, um decréscimo de 271 (-9.4%).

## Geografia
De acordo com o United States Census Bureau tem uma área de 
3,2 km², dos quais 3,2 km² cobertos por terra e 0,0 km² cobertos por água. Big Lake localiza-se a aproximadamente 820 m acima do nível do mar.

## Localidades na vizinhança
O diagrama seguinte representa as localidades num raio de 64 km ao redor de Big Lake. 